# Carla Vistarini
Carla Vistarini (née à Rome le 8 juillet 1948) est une parolière, musicienne, écrivain, dramaturge et scénariste italienne .

## Biographie
Née à Rome, Carla Vistarini est la fille de l'acteur Franco Silva et la sœur de l'actrice Mita Medici. Elle a écrit des chansons pour divers grands artistes italiens comme Mina, Ornella Vanoni, Mia Martini, Patty Pravo, Riccardo Fogli, Peppino di Capri, Loretta Goggi, Raffaella Carrà, Renato Zero,.
Elle a été directrice artistique du Festival de Sanremo 1997 en trio avec Giorgio Moroder et Pino Donaggio.
Elle remporte le  prix David di Donatello 1995 pour le meilleur scénario pour Nemici d' infanzia et s'occupe de la production  de Pavarotti and Friends International pour Rai Uno de 1991 jusqu'en 1998.

## Publications
- 2013 : Città Sporca, romanzo edito da IoScrittore-Gems
- 2014 : Se ho paura prendimi par mano (Si j'ai peur prends ma main)[6].
- 2018 : Se ricordi il mio nome; publié en janvier 2018.